# Farid Elias Khazen
Pour les articles homonymes, voir Khazen.
Farid Elias Khazen est un homme politique et un universitaire libanais.

## Biographie
Docteur en relations internationales de l'Université Johns-Hopkins de Washington en 1987, après une licence d'économie de l'Université d'État du Missouri en 1980, il est professeur de sciences politiques à l'Université Américaine de Beyrouth depuis 1988. Il y dirigea le département des sciences politiques et d'administration publique entre 2000 et 2005.
En 2001, Farid Elias Khazen est l'un des membres fondateurs du rassemblement de Kornet Chehwane, parrainé par le patriarche maronite Nasrallah Boutros Sfeir et s'affiche comme l'une des intellectuels à la pointe du courant souverainiste opposé à la tutelle syrienne sur le Liban.
Il publie de nombreux ouvrages de référence sur la vie politique libanaise, les élections législatives post-guerre et les partis politiques libanais.
Il prend aussi part aux réunions du Bristol de l'opposition anti-syrienne à partir de l'automne 2004 puis, activement, à la Révolution du Cèdre à la suite de l'assassinat de Rafiq Hariri, notamment aux côtés de Gebran Tuéni et Samir Kassir.
Avec les préparations des élections législatives de 2005, les dissensions au sein de l'opposition et du rassemblement de Kornet Chehwane en particulier, le pousse vers une alliance avec le général Michel Aoun. C'est donc sur la liste du chef du Courant patriotique libre qu'il est élu député maronite du Kesrouan, et devient membre du Bloc de la réforme et du changement. Il est réélu en 2009.